# 成都十二桥惨案

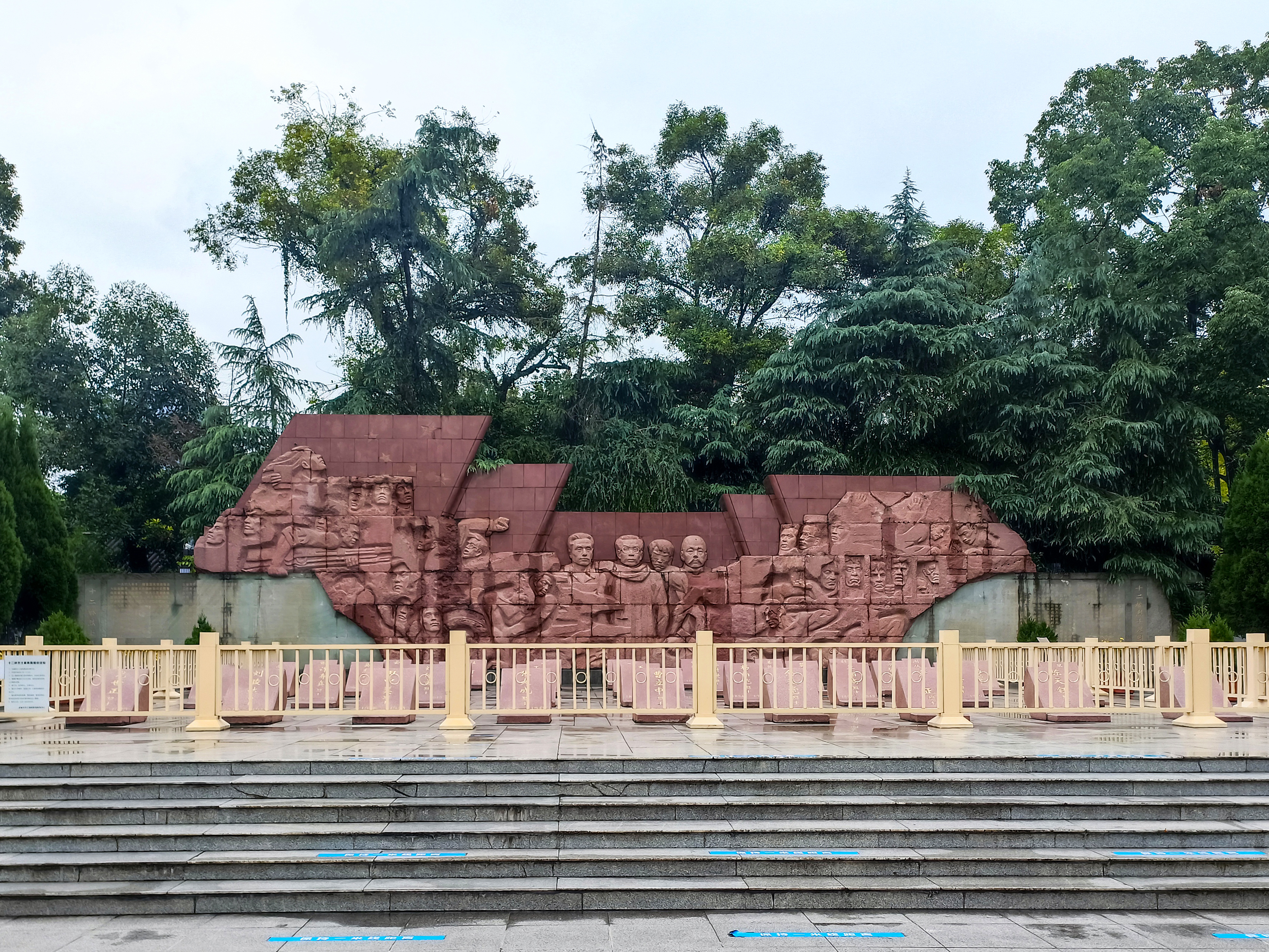
成都十二桥烈士墓

成都十二桥惨案，又称一二·七大屠杀，是指1949年12月7日夜间，在四川成都十二桥发生的一宗集体秘密枪决政治犯的事件。

## 背景
1949年12月初，中华民国国防部保密局局长毛人凤和军统西南特区区长徐远举等乘军用飞机逃往成都。他们在军统成都稽查处长周迅予的东门街公馆内秘密召集了吕世鲲、杨超群、何龙庆等军统蓉站领导人开会研究屠杀位于将军衙门的四川省特种委员会（简称“省特委”）看守所内的在押政治犯。
军统蓉站奉毛人凤指示，将36名在押重大政治犯造册，报送省特委秘书长徐中齐转毛人凤。此36人中，大多为1947年“六二大逮捕”、1948年“八二〇大逮捕”、1949年“四二〇大逮捕”及1949年1月中共川康特委遭破坏后被逮捕的中国共产党党员、中国民主同盟盟员、中国国民党革命委员会成员及其他左傾学生和民主人士，此外还有该时期从成都周边各县特务机关解送省特委的政治犯。这36人中，中国共产党党员14名，中国民主同盟盟员13名（其中8名也为中国共产党党员或中国共产党外围组织成员），中国国民党革命委员会成员3名，中国共产党领导的外围组织成员7名，其他青年及民主人士7名。
枪决名单上的人员有：杨伯恺、杜可、曹立中、于渊、龙世正、杨辅宸、王干青、彭代悌、姜乾良、晏子良、刘仲宣、陈天钰、许寿真、云龙、吴惠安、毛英才、张大成、张维丰、黄子万、余天觉、张垣、王侠夫、缪竞韩、徐茂森、曹鸣飞、田宗美、徐海东、谷时逊、方智炯、高昆山、王伯高、黎一上、严正、刘骏达、王建昌、朱君友。
1949年12月3日，毛人凤在成都娘娘庙街38号的军统蓉站召开了特种汇报会，徐中齐将名册交给毛人凤，杨超群称：“逮捕这些人不容易，宁肯错杀，不要放脱。”毛人凤在该名册上批示“一律枪决”，命徐中齐立即将名册送四川省政府主席王陵基，王陵基在毛人凤的签字后面批了“如拟”，命徐中齐立即执行。

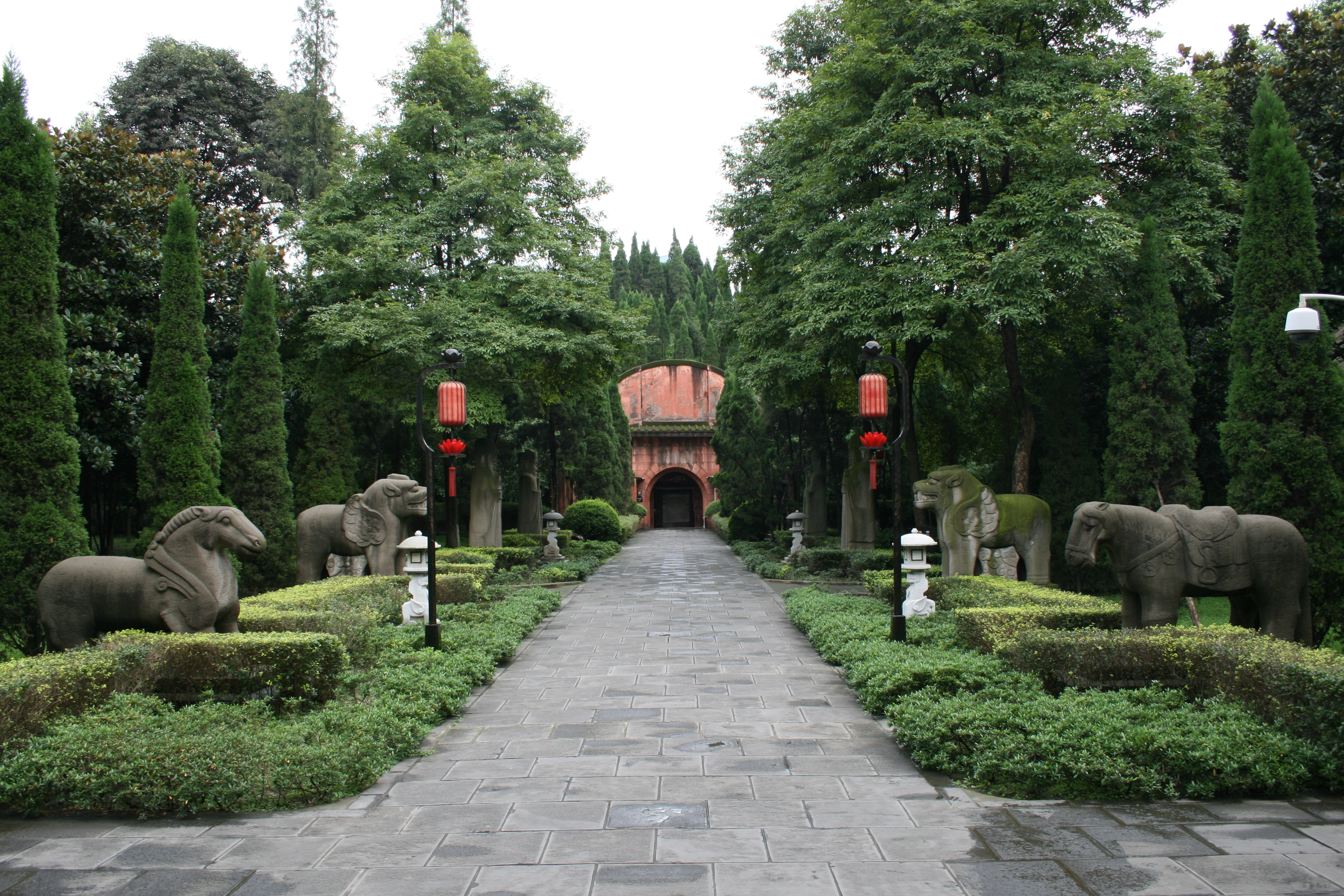
抚琴台三烈士被杀害地点——王建墓墓道

12月3日夜，成都警备区军统特务周迅予指示汪道生派特务中队长王建谋率十余名武装特务，将稽查处看守所在押的川西解放组成员刘仲宣、云龙、彭代悌3人用汽车运至外西抚琴台王建墓墓道内杀害。
12月6日夜，在36人枪决名单上的朱君友被杨夷甫、徐中齐接出牢。杨夷甫时任四川省行辕上校，徐中齐是杨夷甫的表弟，而朱君友的妻子杨汇川是杨夷甫之妹。朱君友遂该关系而获释。朱君友是参加过中国共产党外围组织成都大众抗敌宣传团的青年学生。
12月7日，特务将档案堆积在位于将军衙门的省特委院内全部烧毁。12月7日夜，稽查处中队长唐体尧率武装特务16名来到将军衙门看守所，将32名政治犯押上刑车，驶达外西十二桥。当时，十二桥西南200多米的乱坟坝内留有抗日战争时期修筑的防空壕。屠杀便在防空壕内进行，32名政治犯被特务用刺刀和手枪杀害，并被就地仓促掩埋。12月8日上午6时，特务从十二桥赶回省特委复命。
12月27日，中国人民解放军攻占成都。此后，中国人民解放军成都市军事管制委员会组织人力物力在抚琴台王建墓墓道和十二桥发掘出死者遗体。1950年1月4日，起灵封柩。1月19日，支矶石街层板厂停柩处，成都市各界人民公祭外西十二桥、抚琴台烈士，川西北军政委员会副主任王维舟代川西北军政委员会主任贺龙主祭，各界代表及群众1,000多人参加。1月20日，十二桥烈士32名、抚琴台烈士3名（刘仲宣、云龙、彭代悌）以及在重庆白公馆牺牲的烈士周从化的遗骨被迁葬于青羊宫烈士陵园（该地现属成都文化公园）。
占领成都后，解放军着手调查逮捕此次案件行凶人员。1952年，解放军在茂县德沟森林逮捕周迅予等人。

## 延伸阅读
- 安息吧，勇士：成都十二桥烈士简介，成都：四川省社会科学院出版社，1985年